# Nietta di Meris

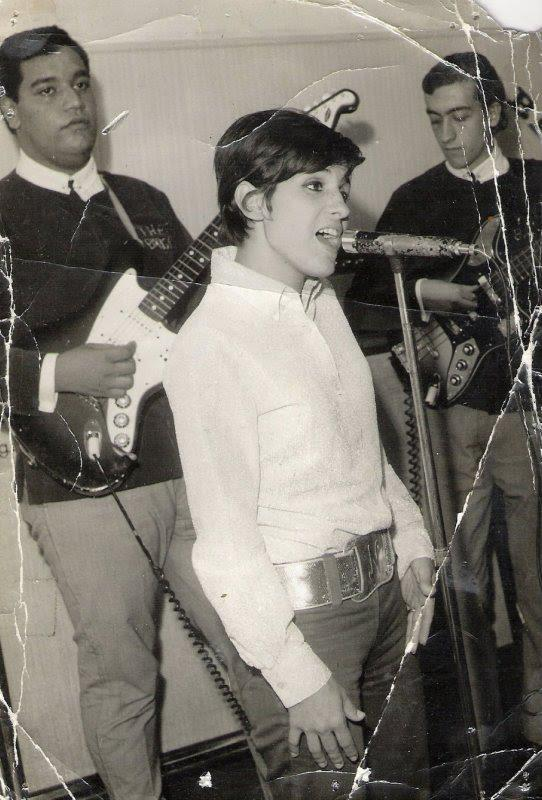
Nietta Di Meris já no Brasil em 1967

Antonietta Mereu Teixeira é uma cantora e intérprete italiana que veio para o Brasil em 1967 e teve grande repercussão televisiva e radiofônica na época da Jovem Guarda. Sua voz tinha um timbre forte e ao mesmo tempo rasgado e a imprensa costumava se referir à ela como rival de Rita Pavone

## Carreira
Nascida na Carbonia, província da ilha da Sardenha no sul da Itália em 1941, Nietta começou a cantar ao doze anos num circo itinerante, onde sua primeira apresentação foi substituindo o seu irmão e cantor Lucianno Mereu. 
Na época seus pais procurados por empresários, não consentiram que a filha se tornasse cantora. 
Aos quinze retornou aos palcos após o convite para se apresentar no Teatro Ambra Jovinelli num festival da juventude e a partir daí seguiu se apresentando em várias cidades italianas. 
Quando chegou ao Brasil gravou seu primeiro compacto simples pela extinta gravadora Equipe e participou diversas vezes de programas de TV de personalidades como Roberto Carlos, Augustinho Záccaro e Raul Gil.
Foi matéria de muitos jornais e revistas da época e hoje em dia suas canções estão disponibilizadas na internet.

## Vida Pessoal
Nietta conheceu o pugilista brasileiro Waldir Teixeira em 1963, aos dezessete anos. Waldir, que estava em competição na europa nessa época, foi assistir o show da cantora após uma luta e foi amor à primeira vista. 
Os dois se casaram em Roma e no ano seguinte tiveram seu primogênito Fábio Riccardo.
Em 1966, grávida do seu segundo filho Vinicio Antony, resolveu vir para o Brasil após Waldir sofrer um acidente durante um treino que resultou numa lesão do nervo óptico. A lesão impediu o jovem atleta de continuar lutado profissionalmente. 
Ao chegar no Brasil, Nietta encontrou muitas dificuldades para continuar se dedicando à carreira com as crianças pequenas e ainda se deparou com uma relação muito difícil lidando com ciúmes do marido e muitas brigas, mudanças de cidade e uma terceira gravidez que resultou num aborto espontâneo devido ao stress.
Em 1970 teve seu terceiro filho, Marcius Alessandro e aos poucos foi optando por se dedicar inteiramente aos filhos e à família.
Em 1981 nasce a caçula Anna Luisa (AnnaLu) que, apesar de todos os filhos serem músicos, foi a única que seguiu carreira artística profissionalmente.

## Músicas
Nietta gravou apenas duas músicas em seu compacto simples que foram:
Sem seu amor não sou ninguém - Carlos Bony 
Non Voglio Nascondermi - Salvatore Adamo